# Barcita cometas
Barcita cometas is een vlinder uit de familie van de spinneruilen (Erebidae). De wetenschappelijke naam van de soort werd voor het eerst geldig gepubliceerd in 1914 door Paul Dognin.